# Neostauropus niasicus
Neostauropus niasicus är en fjärilsart som beskrevs av Alexander Schintlmeister 1981. Neostauropus niasicus ingår i släktet Neostauropus och familjen tandspinnare. Inga underarter finns listade i Catalogue of Life.